# ƫ
Cette page contient des caractères spéciaux ou non latins. S’ils s’affichent mal (▯, ?, etc.), consultez la page d’aide Unicode.
ƫ, appelé T hameçon palatal, t hameçonné ou t crochet palatal, est un symbole de la transcription Dania et un symbole obsolète de l’alphabet phonétique international. Il s'agit de la lettre T ‹ t › diacritée d’un crochet palatal.

## Utilisation
Le t hameçon palatal est utilisé dans la transcription Dania présentée par Otto Jespersen en 1890.
Dans l’alphabet phonétique international, le symbole [ƫ] a été adopté en 1928 pour représenter une consonne occlusive alvéolaire sourde palatalisée, transcrite [t̠ʲ] ou [c̟] depuis 1989, ou une consonne occlusive dentale sourde palatalisée, transcrite [tʲ] depuis 1989. Ce symbole est encore parfois utilisé, notamment en sinologie.

## Représentations informatiques
Le t hameçonné peut être représenté avec les caractères Unicode suivants (Latin étendu – B) :
| formes    | représentations | chaînes de caractères | points de code | descriptions                              |
| --------- | --------------- | --------------------- | -------------- | ----------------------------------------- |
| minuscule | ƫ               | ƫ                     | U+01AB         | lettre minuscule latine t hameçon palatal |